# Arsites
|  | Per a altres significats, vegeu «Arsites (príncep)». |

Arsites en grec antic Ἀρσίτης) va ser el darrer sàtrapa de Dascilios entre els anys 353 aC i 334 aC.
Aproximadament l'any 353 aC el sàtrapa Artabazos II i els seus cunyats Mentor i Memnó, revoltats contra el rei, van haver de fugir a Macedònia i la satrapia va passar a Arsites, que se suposa podria ser un dels fills d'Ariobarzanes de Dascilios.
L'any 338 aC Arsites va ajudar a Perint contra Macedònia. Arsites, amb les seves forces i les d'altres sàtrapes de l'Àsia Menor, va lluitar en la batalla del riu Grànic el 334 aC contra Alexandre el Gran. Derrotats els perses Arsites va fugir cap a Frígia amb les restes de l'exèrcit però acusat de la derrota i deprimit per no haver-se retirat davant d'Alexandre cremant el territori, es va suïcidar.